# Adalaria jannae
Adalaria jannae är en snäckart som beskrevs av Sandra V. Millen 1987. Adalaria jannae ingår i släktet Adalaria och familjen Onchidorididae. Inga underarter finns listade i Catalogue of Life.